# William Claiborne
Pour les articles homonymes, voir Claiborne.
William Claiborne (vers 1600 - vers 1677) était un pionnier anglais, qui fut l'un des premiers habitants de la Virginie et du Maryland, puis un riche planteur et négociant et enfin un homme politique lié au mouvement puritain.

## Biographie
Né en 1600 à Kent, William Claiborne est le fils de Thomas Clayborn, négociant en sels et en poissons, maire de King's Lynn, dans le Norfolk et de Sarah Smith, fille d'un brasseur londonien.
Apprenti à Londres, il y devient négociant en tabac et part pour Jamestown en 1621, où la colonie lui décerne 80 hectares de terres et un salaire de 30 sterling par an, au poste de contrôleur des dons de terres. Planteur de tabac, il agrandit petit à petit son exploitation. Après avoir survécu à l'attaque de mars 1622 perpétrée par les indiens Powhatans, il entre au conseil de la colonie en 1624 et devient son secrétaire d'État en 1626. Après 1627, il dispose rapidement d'un comptoir de commerce sur l'île de Kent (Maryland), dans la baie de Chesapeake, qui lui sera âprement disputé. Il y collecte avec succès des fourrures de castor auprès des indiens Andastes, qu'il revend en Angleterre.
Il se heurte alors à Cecilius Calvert, propriétaire du Maryland, qui veut aussi des terres là où il commerce avec les indiens. Le roi Charles Ier d'Angleterre donne raison à Cecilius Calvert, en décidant que l'île de Kent fait partie du Maryland.
En 1645, le leader protestant Richard Ingle prend la tête d'une rébellion contre les colons catholiques du Maryland et joint ses forces à celles de William Claiborne, ce qui oblige Cecilius Calvert à fuir en Virginie. Mais l'année suivante, il revient avec des mercenaires et prend sa revanche.
Lors de la Première Révolution anglaise, dans le cadre de l'expédition de la Barbade, William Claiborne est désigné par le parlement pour faire partie d'une commission, avec Richard Bennett, chargée d'obtenir la soumission de la Virginie au nouveau pouvoir républicain. Il négocie avec succès cette soumission en mars 1652, obtenant le départ du gouverneur William Berkeley, remplacé par Richard Bennett.
Lors de la Restauration anglaise de 1660, il se retire de la politique puis meurt en 1677, la même année que son ami Richard Bennett, sur sa plantation de Romancoke, près de la Pamunkey River.